# PlayStation Move Heroes
PlayStation Move Heroes est un jeu vidéo sorti en mars 2011 sur PlayStation 3 et nécessitant l'utilisation du PlayStation Move. Il a été développé par Nihilistic Software et publié par Sony Computer Entertainment.
Il s'agit d'un jeu crossover regroupant plusieurs héros de différentes séries exclusives de Sony. Ainsi, il est possible d'incarner les héros de Ratchet and Clank, Jak and Daxter et Sly Cooper. Le jeu a été initialement présenté à l'occasion de l'E3 2010 sous le nom de Heroes on the Move.
Le jeu a notamment été vendu dans un "pack découverte" pour promouvoir le PlayStation Move (controller PS Move + caméra PlayStation Eye + bluray du jeu).

## Synopsis
Une race inconnue enlève les 6 héros de leurs mondes respectifs afin de les faire participer à une compétition, mais tout ne semble pas être aussi simple que prévu...

## Personnages

### Personnages jouables
- Ratchet
- Clank
- Sly Cooper
- Bentley
- Jak
- Daxter

## Mode de jeu
Le jeu propose un mode solo et un mode coopératif à deux joueurs.
Il est divisé en 50 niveaux différents, issus des univers liés aux personnages principaux : Metropolis (Ratchet & Clank), Abriville (Jak & Daxter), Paris (Sly Cooper) et Gleebertopia (planète des extra-terrestres ayant enlevé les héros, créée pour le jeu).
Pour chaque niveau, le joueur a le choix entre trois personnages jouables (Ratchet, Jak et Sly ou Clank, Daxter et Bentley), chacun ayant une « aptitude spéciale » propre débloquée en récoltant des cristaux. Chaque niveau comporte également un objectif (parmi une liste de types d'objectif) et une arme associée.
En mode coopératif, le joueur 1 choisi un personnage parmi Ratchet, Jak et Sly ; le joueur 2 dirige alors son faire-valoir (respectivement Clank, Daxter et Bentley).

## Source
- (en) US PlayStation.com